# Списак делова Уједињеног Краљевства по броју становника
Списак делова (нација) Уједињеног Краљевства (и региона у Енглеској) по броју становника (2001):
| Ранг | Назив | Становништво                                                                                         |
| 1    | Енглеска - Југоисточна - Шири Лондон - Северозападна - Источна - Западни Мидлендс - Јокшир и Хумбер - Југозападна - Источни Мидлендс - Североисточна | 49.138.831 8.000.550 7.172.036 6.729.800 5.388.154 5.267.337 4.964.838 4.928.458 4.172.179 2.515.479 |
| 2    | Шкотска | 5.062.011                                                                                            |
| 3    | Велс | 2.903.085                                                                                            |
| 4    | Северна Ирска | 1.685.267                                                                                            |
|      | Уједињено Краљевство | 58.789.194                                                                                           |